# Workshop de Dartmouth
O Dartmouth Summer Research Project on Artificial Intelligence foi um workshop de verão de 1956 amplamente considerado como o evento fundador da inteligência artificial como um campo.
O projeto durou aproximadamente seis a oito semanas e foi essencialmente uma sessão de brainstorming prolongada. Onze matemáticos e cientistas originalmente planejavam participar; Nem todos compareceram, mas mais de dez outros compareceram.

## Antecedentes
No início da década de 1950, havia vários nomes para o campo das "máquinas pensantes": cibernética, teoria dos autômatos e processamento de informações complexas.  A variedade de nomes sugere a variedade de orientações conceituais.
Em 1955, John McCarthy, então um jovem professor assistente de matemática no Dartmouth College, decidiu organizar um grupo para esclarecer e desenvolver ideias sobre máquinas pensantes. Ele escolheu o nome 'Inteligência Artificial' para a nova área. Ele escolheu o nome em parte por sua neutralidade; evitando um foco na teoria dos autômatos estreitos, e evitando a cibernética que era fortemente focada no feedback analógico, bem como ele potencialmente ter que aceitar o assertivo Norbert Wiener como guru ou ter que discutir com ele.
No início de 1955, McCarthy procurou a Fundação Rockefeller para solicitar financiamento para um seminário de verão em Dartmouth para cerca de 10 participantes. Em junho, ele e Claude Shannon, um dos fundadores da teoria da informação então no Bell Labs, se reuniram com Robert Morison, diretor de pesquisa biológica e médica para discutir a ideia e o possível financiamento, embora Morison não tivesse certeza se o dinheiro seria disponibilizado para um projeto tão visionário.
Em 2 de setembro de 1955, o projeto foi formalmente proposto por McCarthy, Marvin Minsky, Nathaniel Rochester e Claude Shannon. A proposta é creditada por introduzir o termo "inteligência artificial".

A proposta afirma:
Propomos que um estudo de 2 meses e 10 homens sobre inteligência artificial seja realizado durante o verão de 1956 no Dartmouth College em Hanover, New Hampshire. O estudo deve prosseguir com base na conjectura de que cada aspecto da aprendizagem ou qualquer outra característica da inteligência pode, em princípio, ser descrita com tanta precisão que uma máquina pode ser feita para simulá-la. Uma tentativa será feita para encontrar como fazer as máquinas usarem a linguagem, formarem abstrações e conceitos, resolverem tipos de problemas agora reservados aos humanos e melhorarem a si mesmos. Pensamos que um avanço significativo pode ser feito em um ou mais desses problemas se um grupo cuidadosamente selecionado de cientistas trabalhar nele juntos por um verão.
A proposta passa a discutir computadores, processamento de linguagem natural, redes neurais, teoria da computação, abstração e criatividade (essas áreas dentro do campo da inteligência artificial são consideradas ainda relevantes para o trabalho da área).
Em 26 de maio de 1956, McCarthy notificou Robert Morison sobre os 11 participantes planejados:
Para todo o período:
1) Dr. Marvin Minsky
2) Dr. Julian Bigelow
3) Professor D.M. Mackay
4) Mr. Ray Solomonoff
5) Mr. John Holland
6) Dr. John McCarthy
Durante quatro semanas:
7) Dr. Claude Shannon
8) Mr. Nathaniel Rochester
9) Mr. Oliver Selfridge
Nas duas primeiras semanas:
10) Dr. Allen Newell
11) Professor Herbert Simon
"Vamos nos concentrar em um problema de conceber uma maneira de programar uma calculadora para formar conceitos e formar generalizações. Isso, claro, está sujeito a mudanças quando o grupo se reúne." 
Os participantes reais vieram em momentos diferentes, a maioria por tempos muito mais curtos. Trenchard More substituiu Rochester por três semanas e MacKay e Holland não compareceram, mas o projeto estava pronto para começar.
Por volta de 18 de junho de 1956, os primeiros participantes (talvez apenas Ray Solomonoff, talvez com Tom Etter) chegaram ao campus de Dartmouth em Hanover, New Hampshire, para se juntar a John McCarthy, que já tinha um apartamento lá. Solomonoff e Minsky se hospedaram nos apartamentos dos professores, mas a maioria ficaria no Hanover Inn.

## Datas
Diz-se que o Dartmouth Workshop durou seis semanas no verão de 1956. As notas de Ray Solomonoff escritas durante o Workshop, no entanto, dizem que ele durou cerca de oito semanas, de cerca de 18 de junho a 17 de agosto.  As notas de Dartmouth de Solomonoff começam em 22 de junho; 28 de junho menciona Minsky, 30 de junho menciona Hanôver, N.H., 1 de julho menciona Tom Etter. Em 17 de agosto, Salomão deu uma palestra final.

## Participantes
Inicialmente, McCarthy perdeu sua lista de participantes. Em vez disso, após o workshop, McCarthy enviou a Solomonoff uma lista preliminar de participantes e visitantes, além dos interessados no assunto. Foram 47 pessoas listadas.
Salomão, no entanto, fez uma lista completa em suas notas do projeto de verão:
1. Ray Solomonoff
2. Marvin Minsky
3. John McCarthy
4. Claude Shannon
5. Trenchard More
6. Nat Rochester
7. Oliver Selfridge
8. Julian Bigelow
9. W. Ross Ashby
10. W.S. McCulloch
11. Abraham Robinson
12. Tom Etter
13. John Nash
14. David Sayre
15. Arthur Samuel
16. Kenneth R. Shoulders
17. Shoulders' friend
18. Alex Bernstein
19. Herbert Simon
20. Allen Newell

Shannon participou da palestra de Solomonoff em 10 de julho e Bigelow deu uma palestra em 15 de agosto. Solomonoff não menciona Bernard Widrow, mas aparentemente ele visitou, junto com W.A. Clark e B.G. Farley.  Trenchard menciona R. Culver e Solomonoff menciona Bill Shutz. Herb Gelernter não compareceu, mas foi influenciado mais tarde pelo que Rochester aprendeu.
Ray Solomonoff, Marvin Minsky e John McCarthy foram os únicos três que permaneceram em tempo integral. Trenchard participou durante duas semanas de sua visita de três semanas. De três a cerca de oito pessoas participavam das sessões diárias.

## Evento e consequências
Eles tinham todo o último andar do Departamento de Matemática de Dartmouth para si mesmos, e na maioria dos dias da semana eles se reuniam na sala de aula principal de matemática, onde alguém poderia liderar uma discussão com foco em suas ideias, ou mais frequentemente, uma discussão geral seria realizada.
Não se tratava de um projeto de pesquisa grupal dirigido; as discussões cobriram muitos tópicos, mas várias direções são consideradas como tendo sido iniciadas ou encorajadas pelo Workshop: o surgimento de métodos simbólicos, sistemas focados em domínios limitados (expert systems) e sistemas dedutivos versus sistemas indutivos. Um participante, Arthur Samuel, disse: "Foi muito interessante, muito estimulante, muito emocionante".
Ray Solomonoff manteve anotações dando sua impressão das palestras e das ideias de várias discussões.